# قودفريد فريمبورغ
قودفريد فريمبورغ (بالهولندية: Godfried Frimpong)‏ هو لاعب كرة قدم هولندي في مركز الدفاع، ولد في 21 أبريل 1999 في روتردام في هولندا. شارك مع منتخب هولندا تحت 18 سنة لكرة القدم. أما مع النوادي، فقد لعب مع سبارتا روتردام.

## وصلات خارجية
- قودفريد فريمبورغ على موقع قاعدة بيانات كرة القدم.إي يو (الإنجليزية)
- قودفريد فريمبورغ على موقع Soccerway.com (الإنجليزية)